# Port lotniczy Melbourne
Port lotniczy Melbourne (ang. Melbourne Airport, lokalnie: Tullamarine Airport od pobliskiego przedmieścia, kod IATA: MEL kod ICAO: YMML) – międzynarodowy port lotniczy położony 22 km na północny zachód od Melbourne. Jest drugim co do wielkości portem lotniczym Australii. W 2006 obsłużył 21,9 mln pasażerów.
Połączenie lotnicze Melbourne-Sydney jest czwartą najbardziej uczęszczaną trasą lotniczą na świecie i najbardziej ruchliwą w regionie Azji i Pacyfiku. Lotnisko oferuje bezpośrednie loty do 33 miejsc we wszystkich stanach i terytoriach Australii, a także w Oceanii, Azji, Afryce, Europie i Ameryce Północnej. Melbourne jest głównym celem podróży ze stolic australijskich stanów. Jest węzłem dla Qantas i Virgin Blue, a Jetstar Airways i Tiger Airways Australia wykorzystuje lotnisko jako swoją bazę. Port lotniczy Melbourne jest siedzibą Australian air Express i Toll Priority. Obsługuje najwięcej krajowych przewozów towarowych spośród wszystkich lotnisk w Australii.
W 2003 r. lotnisko w Melbourne otrzymało nagrodę od IATA za obsługę i dwie Nagrody Narodowej Turystyki za usługi turystyczne. Skytrax klasyfikuje Melbourne jako pięciogwiazdkowe lotnisko. Port lotniczy składa się z czterech terminali: jednego międzynarodowego, dwóch krajowych i jednego krajowego budżetowego.

## Historia
Przed otwarciem portu lotniczego Melbourne, głównym lotniskiem w mieście był oficjalnie Port lotniczy Essendon. W połowie lat 50. XX wieku, kiedy ruch na lotnisku w Essendon osiągnął ponad 10 000 obsłużonych pasażerów rocznie, okazało się, że jest ono niewystarczające dla zaspokojenia rosnącego popytu na podróże lotnicze. Pasy startowe były zbyt krótkie aby obsłużyć zyskujące na popularności samoloty odrzutowe, a terminale nie były w stanie pomieścić pasażerów. Ze względu na inwestycje budowlane na obrzeżach miasta, port lotniczy znalazł się w otoczeniu budynków mieszkalnych. Rozbudowa lotniska Essendon nie była więc już możliwa. W październiku 1964 roku Ansett Australia rozpoczęła eksploatację samolotów Boeing 727, pierwszych samolotów odrzutowych, używanych w krajowych podróżach lotniczych w Australii, co spowodowało dalsze obciążenie Essendon i zwiększyło zapotrzebowanie na nowe lotnisko.
27 listopada 1962 r. premier Robert Menzies ogłosił pięcioletni plan zapewnienia dla Melbourne lotniska w wysokości 45 mln dolarów do 1967 roku. Jako miejsce zostało wybrane Tullamarine niedaleko Essendon.
Zgodnie z planem pięcioletnim, pasy startowe do obsługi większych samolotów, które Essendon nie było w stanie obsłużyć miały być gotowe do 1967, ale loty pasażerskie pozostały w Essendon. 22 grudnia 1967 na lotnisku wylądował Air Force One z prezydentem USA Lyndonem B. Johnsonem Na pokładzie. 1 lipca 1970 r. premier John Gorton otworzył lotnisko dla ruchu międzynarodowego, kończąc tym samym pracę lotniska Essendon, które było jeszcze używane do lotów krajowych przez okres jednego roku, aż 26 czerwca 1971 roku przeniesiono je do portu lotniczego Melbourne. Rok później na lotnisku wylądowały pierwsze Boeingi 747. W pierwszym roku działalności lotnisko obsługiwało sześć międzynarodowych linii lotniczych i 155 275 pasażerów w ruchu międzynarodowym.

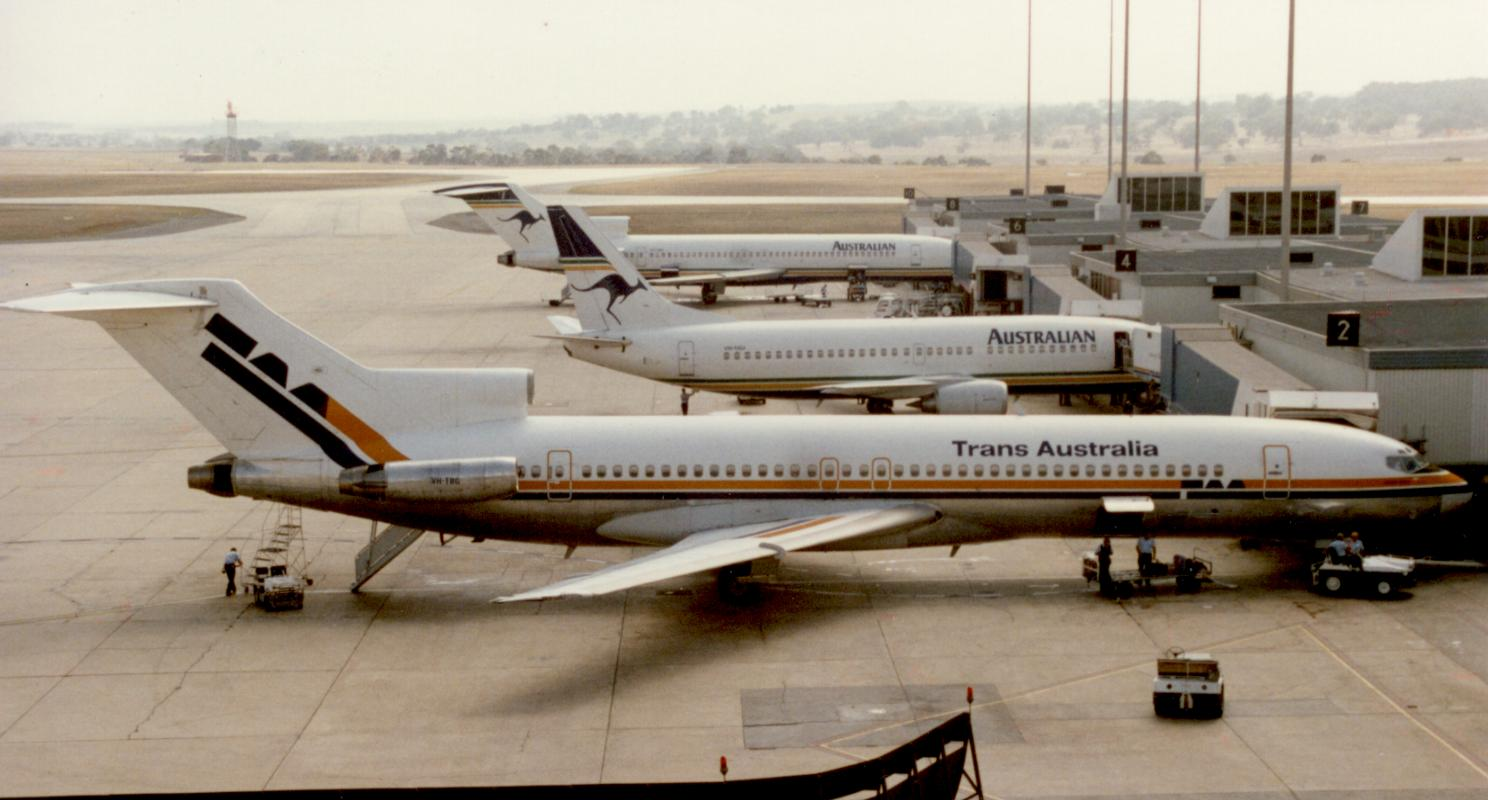
Samoloty Australian Airlines w 1988

W 1988 roku rząd australijski utworzył Federal Airports Corporation (FAC) i w ramach kontroli operacyjnej FAC zakwalifikował port lotniczy Melbourne wraz z 21 innymi portami lotniczymi całego kraju. Krajowe terminale zostały rozbudowane w 1990 r., a modernizację międzynarodowych terminali rozpoczęto w 1991 roku. W kwietniu 1994 r. rząd Australii ogłosił, że wszystkie lotniska obsługiwane przez Federal Airports Corporation będą sprywatyzowane w kilku etapach. Parkingi zostały zmodernizowane pomiędzy 1995 a sierpniem 1997 roku.
Melbourne Airport został sprywatyzowany 2 lipca 1997 r., kiedy powstała Australia Pacific Airports Corporation Limited. W lipcu 1997 r. uruchomiono stronę internetową lotniska, udzielającą informacji przez internet. Należała ona do pierwszych tego typu w Australii. Od czasu prywatyzacji rozpoczęła się dalsza poprawa infrastruktury na lotniska, w tym rozbudowa dróg startowych, parkingów i terminali.
Port lotniczy Melbourne był początkowo nazywany Tullamarine Airport, od sąsiedniej dzielnicy o tej samej nazwie. Tullamarine wywodzi się od słowa Tullamareena. Przydomek International był sporadycznie używany w nazwie lotniska. Po prywatyzacji, idąc za przykładem większości innych dużych lotnisk australijskich zmieniono nazwę na Melbourne Airport. Wśród lokalnej społeczności lotnisko jest powszechnie określane jako Tullamarine lub po prostu jako Tulla, dla odróżnienia od innych lotnisk Melbourne: Avalon, Essendon i Moorabbin.

## Terminale
Terminale Melbourne Airport posiadają 56 bramek: 40 krajowych i 16 międzynarodowych. Istnieje sześć stanowisk dla samolotów cargo na Southern Freighter Apron. System numeracji terminali został wprowadzony w lipcu 2005 r. Wcześniej były one znane jako Qantas Domestic, International oraz South (wcześniej Ansett Domestic).

### Terminal 1

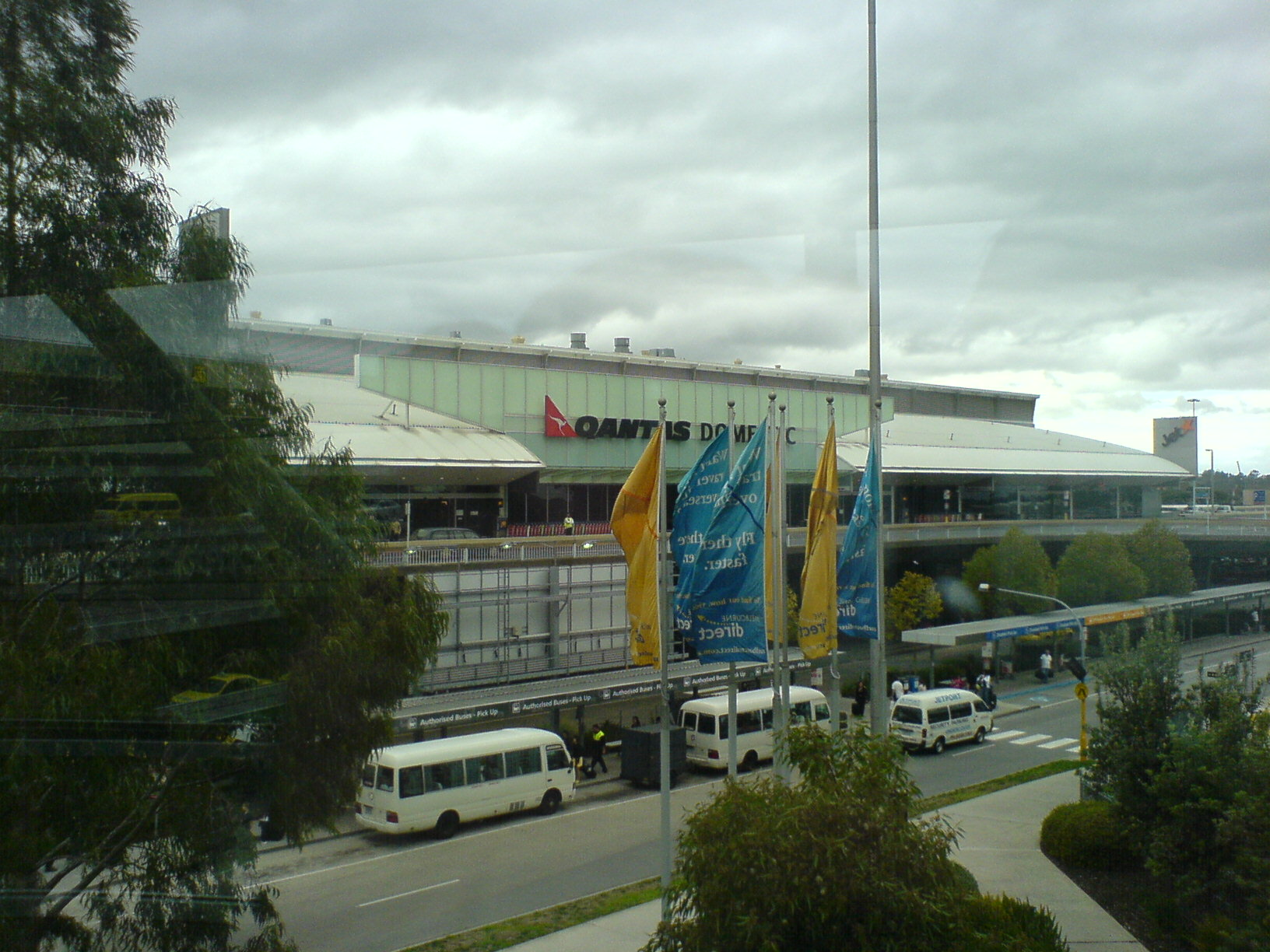
Logo Qantas na Terminal 1

Terminal 1 jest przeznaczony dla połączeń krajowych linii lotniczych Qantas Group: Qantas, Jetstar i QantasLink i znajduje się w północnej części budynku. Odloty znajdują się na pierwszym piętrze, a przyloty na parterze. Terminal posiada 15 miejsc postojowych, obsługiwanych przez rękawy: 11 pojedynczych i 4 podwójne.
Pod koniec 1999 roku otwarto rozbudowany terminal Qantas. Wyposażono go w drugi pirs i nową drogę dojazdową. Prace pochłonęły 50 mln dolarów i trwały dwa lata. Obecnie wiele sklepów i punktów gastronomicznych znajduje się na końcu terminalu, przy wejściu do Terminalu 2. Qantas posiada w terminalu Qantas Club, Business Class i salon Chairmans.

### Terminal 2
Terminal 2 obsługuje wszystkie odloty międzynarodowe. Terminal posiada 15 bramek z rękawami. Salony Cathay Pacific, Malaysia Airlines, Qantas (w tym dwa salony w Terminalu 2, pokój dzienny i Business lounge/Qantas Club), Singapore Airlines, Air New Zealand / United Airlines i Emirates znajdują się w terminalu. Międzynarodowy terminal, ukończony w 1996 r., zawiera prace artystów aborygeńskich w tym Daisy Jugadai Napaltjarri i Gloria Petyarre.

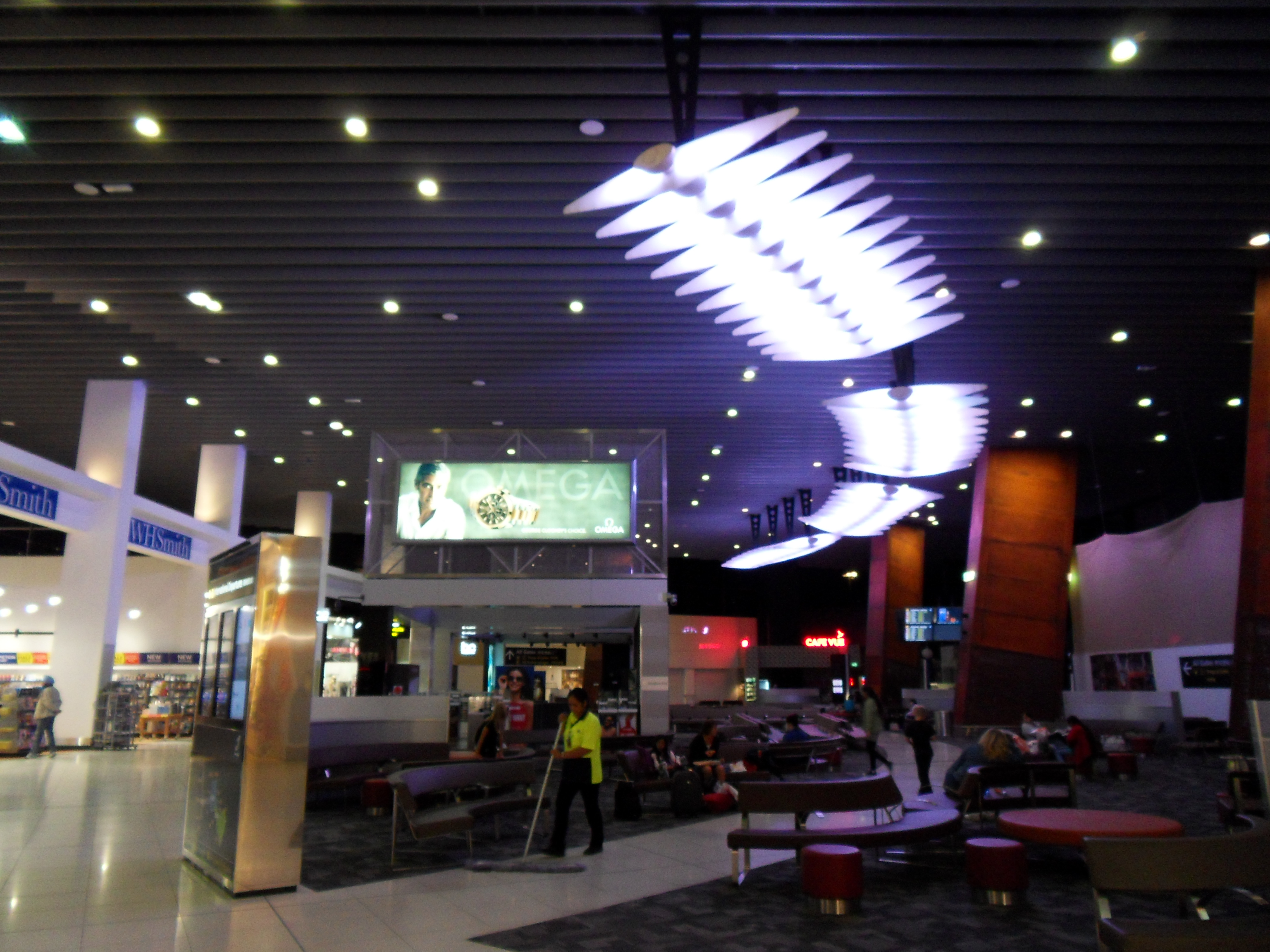
Terminal T2

Program rozbudowy Terminalu 2 za kwotę 300 mln dolarów został zatwierdzony w 2007 roku. Celem tego projektu są nowe salony i obiekty handlowe, nowy terminal satelitarny, zwiększenie pojemności bagażowej i przeprojektowanie stref celnych i bezpieczeństwa. Nowy terminal satelitarny posiada pokład z widokiem na całą drogę startową. Nowy terminal składa się z trzech piętrowych rękawów, z których każdy mieści samolot A380 lub dwie mniejsze maszyny i pojedyncze rękawy. Obsługa bagażu zwiększyła moce produkcyjne, a dwie nowe karuzele bagażowe zaspokoiły zwiększony ruch. Prace rozpoczęto w listopadzie 2007 r. i zostaną zakończone w 2011 r.
Chociaż określany jako terminal satelitarny, budynek terminalu jest połączony korytarzem naziemnym z Terminalem 2. Odloty odbywają się na dolnym pokładzie, a przyloty na pierwszym piętrze.

### Terminal 3
Terminal 3 – pierwotnie terminal Ansett Australia jest obecnie własnością Melbourne Airport. Terminal 3 jest siedzibą dla Virgin Australia i Regional Express. Obecnie posiada jedenaście miejsc postojowych z pojedynczymi rękawami i osiem miejsc nie wyposażonych w rękawy.
Rozbudowa terminalu została zatwierdzona w 1989 r. i zakończona w 1991 roku, kiedy drugi pirs został dodany przez Ansett do wykorzystania przez mniejsze, regionalne linie lotnicze Kendell. Terminal był używany wyłącznie przez Ansett Group dla wszystkich połączeń krajowych do jego upadku w 2001 roku. Miał być on wykorzystany przez „Nowy” Ansett pod własnością Tesna, ale w następstwie wypłaty grupy Tesna, zakupu Ansett w 2002 roku, terminal został sprzedany z powrotem do Melbourne Airport przez administratorów Ansett. Dzięki Melbourne Airport podjęto remont i modernizację terminala, po której Virgin Australia przeniosło się z ówczesnego Domestic Express (obecnie Terminal 4) Od tego czasu, z wykorzystaniem dawnego salonu Ansett Australia Golden Wing, rozpoczął działalność jego salon w Terminalu 3. Salon Regional Express również znajduje się w tym terminalu.

### Terminal 4
Terminal 4, pierwotnie zwany Domestic Express lub Terminal Południowy, jest przeznaczony dla tanich linii lotniczych i jest pierwszym tego typu obiektem na konwencjonalnym lotnisku w Australii. Pierwotnie zbudowany dla Virgin Australia i Impulse Airlines. Virgin Australia, ostatecznie przeniósł się do Terminala 3 po upadku Ansett. W czerwcu 2007 rozpoczął się remont kosztem 5 mln dolarów na wzór modelu terminali budżetowych na lotniskach Changi oraz Kuala Lumpur. Niższe opłaty za lądowanie i obsługę lotniska pokrywane są przez linie lotnicze ze względu na podstawowe wyposażenie, brak rękawów i mniejsze udogodnienia w porównaniu do tradycyjnych terminali. Jednak terminal, w przeciwieństwie do lotnisk Singapurze i Kuala Lumpur, znajduje się obok głównego budynku portu lotniczeg. Terminal został przebudowany przez Tiger Airways Australia, które używały go jako główny punkt, ponieważ obsługiwała pierwsze loty krajowe w listopadzie 2007 r.
Jetstar Airways potwierdziły swój udział w rozmowach z Melbourne Airport w zakresie rozwoju infrastruktury terminali w celu dostosowania do wzrostu krajowych i tanich połączeń. Proponowana rozbudowa Terminalu 4 obejmuje infrastrukturę, aby pomieścić Tiger Airways Australia i Jetstar Airways. Plany te obejmują przeniesienie obecnego centrum cargo. Jeżeli zostaną przyjęte, rozbudowa ma kosztować setki milionów dolarów i trwać pięć lat.

## Linie lotnicze i połączenia
| Linia Lotnicza             | Kierunek |
| -------------------------- | --- |
| Air China                  | 1. Pekin |
| Air India                  | 1. Delhi 2. Mumbaj |
| Air New Zealand            | 1. Auckland 2. Christchurch 3. Queenstown 4. Wellington |
| Air Vanuatu                | 1. Port Vila |
| AirAsia X                  | 1. Kuala Lumpur |
| Aircalin                   | 1. Numea |
| Asiana Airlines            | Sezonowo: 1. Seul-Inczon |
| Batik Air                  | 1. Denpasar |
| Batik Air Malaysia         | 1. Denpasar 2. Kuala Lumpur |
| Beijing Capital Airlines   | 1. Qingdao |
| Bonza                      | 1. Alice Springs 2. Bundaberg 3. Gladstone 4. Gold Coast 5. Mackay 6. Mildura 7. Port Macquarie 8. Rockhampton 9. Sunshine Coast 10. Tamworth 11. Toowoomba |
| Cathay Pacific             | 1. Hongkong |
| Cebu Pacific               | 1. Manila |
| China Airlines             | 1. Tajpej-Taoyuan |
| China Eastern Airlines     | 1. Szanghaj-Pudong |
| China Southern Airlines    | 1. Guangzhou |
| Emirates                   | 1. Dubaj 2. Singapur |
| Etihad Airways             | 1. Abu Zabi |
| Fiji Airways               | 1. Nadi |
| Garuda Indonesia           | 1. Denpasar 2. Dżakarta |
| Hainan Airlines            | 1. Haikou |
| Japan Airlines             | 1. Tokio-Narita |
| Jetstar Airways            | 1. Adelaide 2. Auckland 3. Ayers Rock 4. Ballina 5. Bangkok-Suvarnabhumi 6. Brisbane 7. Busselton 8. Cairns 9. Canberra 10. Christchurch 11. Darwin 12. Denpasar 13. Gold Coast 14. Hamilton Island 15. Hervey Bay (od 20 czerwca 2024) 16. Hobart 17. Ho Chi Minh 18. Honolulu 19. Launceston 20. Nadi 21. Newcastle 22. Perth 23. Phuket 24. Proserpine 25. Queenstown 26. Singapur 27. Sunshine Coast 28. Sydney 29. Townsville |
| LATAM Chile                | 1. Santiago de Chile |
| Link Airways               | 1. Dubbo 2. Orange 3. Wollongong |
| Malaysia Airlines          | 1. Kuala Lumpur |
| Philippine Airlines        | 1. Manila |
| Qantas                     | 1. Adelaide 2. Alice Springs 3. Auckland 4. Brisbane 5. Cairns 6. Canberra 7. Christchurch 8. Dallas-Fort Worth 9. Darwin 10. Delhi 11. Denpasar 12. Gold Coast 13. Hobart 14. Hongkong 15. Dżakarta 16. Londyn-Heathrow (do 14 lipca 2024) 17. Los Angeles 18. Perth 19. Queenstown 20. Singapur 21. Sunshine Coast 22. Sydney 23. Tokio-Narita 24. Wellington Sezonowo: 1. Broome 2. Hamilton Island                             |
| QantasLink                 | 1. Adelaide 2. Albury 3. Brisbane 4. Burnie 5. Canberra 6. Coffs Harbour 7. Darwin 8. Devonport 9. Hobart 10. Launceston 11. Mildura 12. Newcastle 13. Townsville 14. Wagga Wagga Sezonowo: 1. Gold Coast 2. Merimbula 3. Sunshine Coast |
| Qatar Airways              | 1. Doha |
| Rex Airlines               | 1. Adelaide 2. Brisbane 3. Burnie 4. Canberra 5. Devonport 6. Gold Coast 7. Hobart 8. King 9. Merimbula 10. Mildura 11. Mount Gambier 12. Sydney 13. Wagga Wagga Sezonowo: 1. Gold Coast 2. Merimbula 3. Sunshine Coast |
| Royal Brunei Airlines      | 1. Bandar Seri Begawan |
| Scoot                      | 1. Singapur |
| Sichuan Airlines           | 1. Chengdu-Tianfu |
| Singapore Airlines         | 1. Singapur |
| SriLankan Airlines         | 1. Kolombo |
| Thai Airways International | 1. Bangkok-Suvarnabhumi |
| Turkish Airlines           | 1. Stambuł 2. Singapur |
| United Airlines            | 1. Los Angeles 2. San Francisco |
| VietJet Air                | 1. Hanoi (od 4 czerwca 2024) 2. Ho Chi Minh |
| Vietnam Airlines           | 1. Hanoi 2. Ho Chi Minh |
| Virgin Australia           | 1. Adelaide 2. Ayers Rock (od 6 czerwca 2024) 3. Brisbane 4. Cairns 5. Canberra 6. Darwin 7. Denpasar 8. Gold Coast 9. Hamilton Island 10. Hobart 11. Launceston 12. Nadi 13. Newcastle 14. Perth 15. Queenstown 16. Sunshine Coast 17. Sydney |
| Xiamen Air                 | 1. Xiamen |

### Cargo
| Linia Lotnicza           | Kierunek                                                                                               |
| ------------------------ | --- |
| Atlas Air                | 1. Honolulu 2. Sydney                                                                                  |
| Cathay Cargo             | 1. Hongkong 2. Toowoomba                                                                               |
| DHL Aviation             | 1. Auckland 2. Christchurch 3. Singapur                                                                |
| Emirates SkyCargo        | 1. Hongkong 2. Singapur                                                                                |
| Qantas Freight           | 1. Adelaide 2. Brisbane 3. Cairns 4. Canberra 5. Gold Coast 6. Hobart 7. Launceston 8. Perth 9. Sydney |
| Qatar Airways Cargo      | 1. Doha                                                                                                |
| Singapore Airlines Cargo | 1. Auckland 2. Singapur                                                                                |
| Tasman Cargo Airlines    | 1. Singapur                                                                                            |
| Team Global Express      | 1. Adelaide 2. Brisbane 3. Launceston 4. Perth 5. Sydney 6. Sydney-Bankstown                           |

## Ruch i statystyki
Melbourne Airport obsłużył ponad 26,3 milionów pasażerów w 2009. 5,54 mln z nich to ruch międzynarodowy, a pozostałe 20 630 000 krajowy. Było 195 900 operacji statków powietrznych, ogromna większość z nich krajowych usług pasażerskich. W perspektywie długoterminowej, spotęgowane średniej rocznej stopy wzrostu (CAAGR) dla pasażerów wynosi pomiędzy 3,3% i 4,3%. W przypadku operacji lotniczych, CAAGR jest między 1,8% a 2,6%. To mocno umacnia Melbourne w Australii jako drugi najruchliwszy port lotniczy, przed Brisbane i za Sydney.
W poniższej tabeli przedstawiono statystyki osobowe dla Melbourne Airport. Prognozy statystytk są w kolorze ciemnoszarym.
| Rok     | Pasażerów (w milionach) | Operacje (w tysiącach) |
| ------- | ----------------------- | ---------------------- |
| 1997–98 | 14,20                   | 154,13                 |
| 1998–99 | 14,58                   | 156,80                 |
| 1999–00 | 15,57                   | 164,67                 |
| 2000–01 | 17,24                   | 187,36                 |
| 2001–02 | 16,48                   | 157,60                 |
| 2002–03 | 16,92                   | 157,92                 |
| 2003–04 | 19,16                   | 165,26                 |
| 2004–05 | 20,78                   | 180,51                 |
| 2005–06 | 21,43                   | 179,51                 |
| 2006–07 | 22,50                   | 180,16                 |
| 2007–08 | 24,26                   | 193,83                 |
| 2008–09 | 24,77                   | 195,02                 |
| 2009–10 | 26,29                   | 195,90                 |
| 2012–13 | 27,4–29,8               | 203,0–217,0            |
| 2017–18 | 32,5–37,1               | 223,9–247,4            |
| 2022–23 | 38,5–45,8               | 243,9–281,7            |
| 2027–28 | 43,9–54,9               | 263,2–316,5            |

| Miejsce | Lotnisko                           | Ilość towarów w tonach | % Zmiana |
| ------- | ---------------------------------- | ---------------------- | -------- |
| 1       | Port lotniczy Changi               | 50 751,8               | 3,3      |
| 2       | Port lotniczy Hongkong             | 36 450,4               | 4,7      |
| 3       | Port lotniczy Auckland             | 24 105,8               | 22,8     |
| 4       | Port lotniczy Kuala Lumpur         | 19 712,7               | 6,4      |
| 5       | Port lotniczy Bangkok-Suvarnabhumi | 17 237,8               | 4,3      |
| 6       | Port lotniczy Dubaj                | 13 692,6               | 4,1      |
| 7       | Port lotniczy Los Angeles          | 5 663,1                | 15,8     |
| 8       | Port lotniczy Chicago-O’Hare       | 3 189,5                | 52,5     |
| 9       | Port lotniczy Szanghaj-Pudong      | 2 902,5                | 22,3     |
| 10      | Port lotniczy Denpasar             | 2 456,0                | 18,9     |

| Miejsce | Lotnisko                           | Pasażerów | % Zmiana |
| ------- | ---------------------------------- | --------- | -------- |
| 1       | Port lotniczy Changi               | 911 714   | 6,0      |
| 2       | Port lotniczy Auckland             | 755 148   | 1,3      |
| 3       | Port lotniczy Kuala Lumpur         | 608 525   | 50,9     |
| 4       | Port lotniczy Hongkong             | 501 856   | 0,5      |
| 5       | Port lotniczy Bangkok-Suvarnabhumi | 378 616   | 4,0      |
| 6       | Port lotniczy Los Angeles          | 333 535   | 13,6     |
| 7       | Port lotniczy Dubaj                | 338 404   | 2,6      |
| 8       | Port lotniczy Christchurch         | 309 314   | 9,6      |
| 9       | Port lotniczy Denpasar             | 176 477   | 22,7     |
| 10      | Port lotniczy Londyn-Heathrow      | 152 745   | 22,5     |

| Miejsce | Lotnisko                     | Pasażerów | % Zmiana |
| ------- | ---------------------------- | --------- | -------- |
| 1       | Port lotniczy Sydney         | 7 862 800 | 13,6     |
| 2       | Port lotniczy Brisbane       | 2 944 700 | 9,1      |
| 3       | Port lotniczy Adelaide       | 2 197 000 | 2,7      |
| 4       | Port lotniczy Gold Coast     | 1 714 600 | 6,4      |
| 5       | Port lotniczy Perth          | 1 702 000 | 2,4      |
| 6       | Port lotniczy Hobart         | 1 212 500 | 0,0      |
| 7       | Port lotniczy Canberra       | 1 131 200 | 3,2      |
| 8       | Port lotniczy Launceston     | 832 500   | 0,1      |
| 9       | Port lotniczy Cairns         | 427 000   | 4,3      |
| 10      | Port lotniczy Sunshine Coast | 393 500   | 6,1      |

## Transport

### Samochód

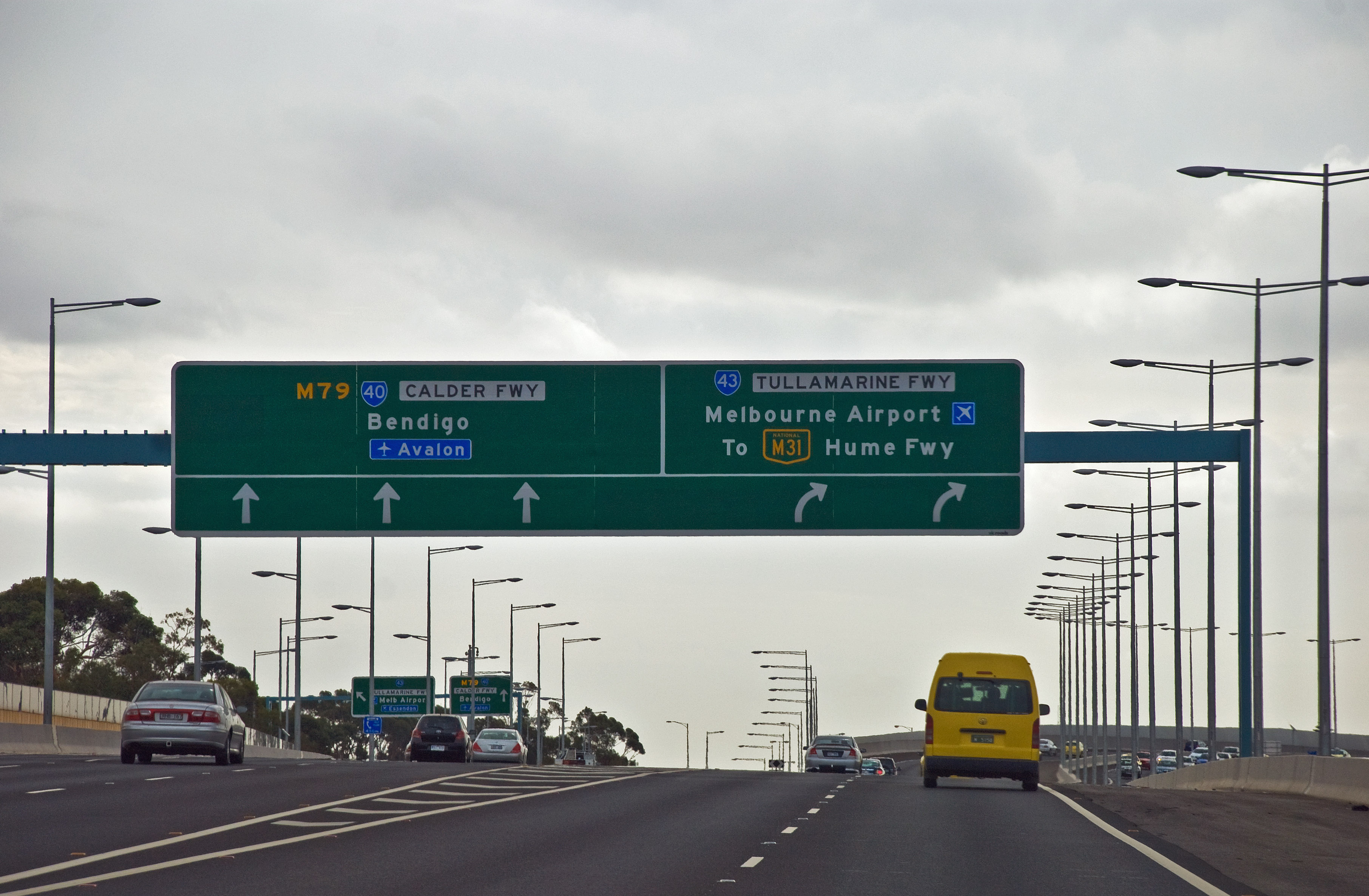
Tullamarine Freeway

Melbourne Airport położony jest 23 km (14 mil) od centrum miasta i jest dostępny za pośrednictwem CityLink i Tullamarine Freeway. Jedna autostrada obsługuje bezpośrednio teren lotniska, a druga na południe służy transportowi towarowemu, taksówkom, autobusom i pracownikom lotniska. Melbourne Airport ma pięć parkingów, z których wszystkie działają 24 godziny na dobę, 7 dni w tygodniu. Krótkoterminowe, wielopoziomowe długoterminowe i biznesowe. Główny parking wielopoziomowy przed terminalem został wybudowany w latach 90. XX wieku, zastępując wcześniejsze parkingi naziemne.

### Transport publiczny
Skybus Super Shuttle jest głównym operatorem transportowym do lotniska, aby dotrzeć do Southern Cross Station w centrum potrzeba 20 minut. Od Southern Cross, podróżnych mają dostęp do V/Line regional, pociągów podmiejskich Metro Trains Melbourne i Yarra Trams.
Istnieją cztery lokalne trasy autobusowe do Melbourne Airport. Trasa 901 SmartBus została wprowadzona we wrześniu 2010 r. i jest o wiele częstsza niż inne usługi lokalnych autobusów.
Istnieje dziewięć innych firm autobusowych obsługujących lotnisko, z Ballarat, Bendigo, Dandenong, Frankston, Mornington Peninsula, Geelong, przedmieść Melbourne, Shepparton i Riverina.